# Soummam
Der Oued Soummam (arabisch وادي الصومام, DMG Wādī ṣ-Ṣūmām, kabylisch ⴰⵙⵉⴼ ⴰⵄⴻⴱⴱⴰⵙ Asif Aɛebbas) ist mit einer Länge von ca. 195 km (zwischen Akbou und Bejaia) bzw. 65 km (ohne Quellflüsse) und einem Einzugsgebiet von insgesamt ca. 9215 km² der wichtigste Fluss der Kabylei im Norden Algeriens.

## Verlauf
Der Oued Soummam entsteht durch den Zusammenfluss des Oued Sahel und des Oued Bou Sellam südlich der Stadt Akbou in der Provinz Bejaia in einer Höhe von ca. 167 m. Der Fluss fließt anschließend in zahlreichen Windungen in nordöstlicher Richtung um schließlich im Süden der Großstadt Bejaia ins Mittelmeer zu münden.

## Hydrometrie
Die Durchflussmenge des Soummam wurde an der hydrologischen Station in Sidi Aïch bei dem größten Teil des Einzugsgebietes, über die Jahre 1954 bis 1985 gemittelt, gemessen (in m³/s).

## Zuflüsse und Stauseen
Der Oued Soummam selber ist nicht gestaut. Allerdings sind in beiden Quellflüssen je zwei große Dämme. Er hat mehrere kleinere und ebenfalls zumeist gestaute Zuflüsse.

## Geschichte
Der Oued Soummam war bereits in prähistorischer Zeit bei Jägern und Sammlern bekannt. Auch die Römer nutzten ihn als Verbindungsweg zwischen Küste und Hinterland; der von Plinius d. Ä. überlieferte antike Name lautete Nasava. Der kabylisch-berberische Name lautete assemmam ‚sauer‘ oder Assif Abbas.
Dem Tal des Soummam kam im August 1956 politische Bedeutung zu, als der FLN im Douar von Ighbal den Kongress von Soummam abhielt.

## Erosion im Einzugsgebiet
Durch die unregelmäßigen Niederschläge und die spärliche Vegetation, sowie das unregelmäßige Relief, gehört Nordwestalgerien zu den Regionen, die am stärksten von Bodenerosion betroffen sind. Im Falle des Soummam, sind das durchschnittlich 248 t Sediment pro km² Einzugsgebiet im Jahr.

## Ökologie
Durch Einleitung von ungeklärten Abwässern der Chemieindustrie ist der Unterlauf des Flusses hochbelastet; es kommt deshalb immer wieder zu Fischsterben.